# ZTR Saporischschja
ZTR Saporischschja (ukrainisch ЗТР Запоріжжя) ist ein Handballverein aus der ukrainischen Stadt Saporischschja.

## Geschichte
Im Jahr 1966 wurde der Verein als SMetI Saporischschja unter anderem von Semen Polonskyj gegründet, Träger war die Vertretung des metallurgischen Instituts Dnipropetrowsk in Saporischschja (SMetI). In den 1970er Jahren wurde der Verein nach dem Industriellen Institut Saporischschja in SII Saporischschja umbenannt. Polonskyj trainierte die Mannschaft von 1966 bis 1985 sowie 1987 bis 1988.
Während der Zugehörigkeit der Ukrainischen Sozialistischen Sowjetrepublik zur Sowjetunion errang die Mannschaft in der sowjetischen Handballliga im Jahr 1971 den zweiten Platz und in den Jahren 1972, 1974, 1975, 1982, 1983 und 1984 den dritten Platz. Die Mannschaft gewann die Spielzeit 1982/83 des IHF-Pokals, in der Spielzeit 1984/85 stand sie erneut im Finale.
Nach der Unabhängigkeit der Ukraine wurde der Verein unter dem Namen ZTR, der Abkürzung des Hauptsponsors „Zaporozhtransformator“, neu gegründet. Der Verein spielte in der höchsten Handballliga der Ukraine, der Superliga. Er gewann 14 nationale Meisterschaften (1993, 1995, 1998, 1999, 2000, 2001, 2003, 2004, 2005, 2007, 2008, 2009, 2010, 2011), acht Mal erreichte der Verein Platz 2 (1996, 1997, 2002, 2006, 2013, 2015, 2016, 2017) und drei Mal Platz 3 der Meisterschaft (1994, 2011, 2014); drei Mal gewann man den ukrainischen Pokalwettbewerb (2001, 2011, 2013). ZTR Saporischschja ist der erfolgreichste Handballverein der Ukraine.
Im Jahr 2020 stellte der wirtschaftliche Träger der Mannschaft die Finanzierung ein. Daraufhin zog sich der Verein aus der Superliga zurück.

## Bekannte Spieler
- Wjatscheslaw Diduschenko
- Oleg Djakow
- Leonid Berenstein
- Wolodymyr Sajikman
- Sergej Budanow
- Oleksandr Sokil
- Nikolai Schukow
- Oleksandr Schypenko
- Oleksandr Rjesanow
- Mykola Tomin
- Serhij Kuschnirjuk
- Iwan Brouka
- Jewhen Budko
- Serhij Burka
- Oleksij Hantschew
- Sjarhej Harbok
- Jewhen Hurkowskyj
- Hennadij Komok
- Jewhen Konstantynow
- Borys Krjutschkow
- Mychajlo Krywtschykow
- Wolodymyr Kyssil
- Serhij Ljubtschenko
- Witalij Nat
- Andrij Nataljuk
- Wladyslaw Ostrouschko
- Oleksandr Pedan
- Mykola Stezjura
- Artem Swjosdow
- Oleg Velyky
- Andrei Xepkin

## Bisherige Trainer
- 1966–1985 Semen Polonskyj
- 1985–1987 Oleksandr Rjesanow
- 1987–1988 Semen Polonskyj
- 1992–1993 Waleri Nikolajewitsch Zelenow
- 1993–2002 Wladyslaw Zyganok
- 2002–2009 Wjatscheslaw Diduschenko
- 2009–2011 Oleksandr Rjesanow
- 2011–2013 Wjatscheslaw Diduschenko
- 2013–2014 Artūras Jūškėnas
- 2014–2014 Oleksandr Rjesanow
- 2014–2015 Witalij Nat
- 2015–2016 Wjatscheslaw Diduschenko
- 2016–2019 Witalij Nat
- 2019–2020 Wjatscheslaw Diduschenko